# استان اوئامالیس
استان اوئامالیس (به اسپانیایی: Provincia de Huamalíes) یک استان در پرو است که در منطقه اوئانوکو واقع شده‌است. استان اوئامالیس ۳٬۱۴۴٫۵۰ کیلومتر مربع مساحت و ۶۸٬۸۰۹ نفر جمعیت دارد.